# كارلوس بينا رومولو
كارلوس بينا رومولو (14 يناير 1899 - 15 ديسمبر 1985) هو جندي ودبلوماسي وصحفي وكاتب ورجل دولة فلبيني. أصبح صحفيًا في سن 16 ثم محررًا في عمر 20 ثم رئيسًا لصحيفة في سن 32.

## روابط خارجية
- كارلوس بينا رومولو على موقع الموسوعة البريطانية (الإنجليزية)
- كارلوس بينا رومولو على موقع مونزينجر (الألمانية)